# Калина Малина
Вижте пояснителната страница за други личности с името Калина Малина.
Райна Иванова Радева-Митова (1898–1979), по-известна под псевдонима Калина Малина, е българска детска писателка и преводачка, автор на около 50 книги за деца, както и на първия български юношески роман Златно сърце (1929 г.), както и на още два романа.

## Биография
Родена в София, тя следва в Историко-филологическия факултет на Софийския университет, но поради липса на финансови средства е принудена да прекъсне. През 1918 г. работи като учителка в Етрополе, а по-късно (през 1921 г.) завършва Висшия педагогически курс в родния си град. Учителка е в София (1921 – 1935).
Участва в редактирането на „Вестник на жената“ и „Литературен глас“, редакторка (1936 – 1942) на детските вестници „Въздържателче“, „Пътека“ и „Градинка“. Сътрудничи на сп. „Звънче“, „Росица“, „Светулка“, „Септемврийче“ и др.
Пише за деца стихотворения, приказки, разкази, пиески и романи, както и разкази за възрастни. Превежда художествена литература от френски и руски.
Носител на националната награда „Петко Р. Славейков“ (1977).
Омъжена е за литературния критик Димитър Б. Митов.
Умира на 4 януари 1979 година на 80-годишна възраст в София.

## Памет
Нейното име носят улица в София (Карта) и детски градини в цялата страна.
На нейно име в Нови пазар е учредена и национална литературна награда.

## Произведения
Романи
- Златно сърце (1929, първи български юношески роман[1])
- Искам да стана учител (1952)

Стихосбирки
Част от стихосбирките с произведения от Калина Малина:
- Кавалче  (1928)
- О. Смехорани
- Моряче
- Мамо
- Преди, преди, вретенце (1930)
- Малките житни зрънца
- Обичам
- Дядовото магаренце, илюстрации Вадим Лазаркевич (1938)
- Дружна игра (1953)

Сборници с разкази за възрастни
- Провинциални сенки (1936)
- Планинецът (1943)